# SAPA Placencia
SAPA Placencia, acrónimo de Sociedad Anónima Placencia de las Armas, es una empresa de defensa española fundada en 1935 especializada en sistemas de movilidad, transmisiones mecánicas y electrónicas, y soluciones para vehículos militares. Fundada inicialmente en Placencia de las Armas, actualmente tiene su sede en Andoain. También es conocida como SAPA Operaciones.

## Historia
En 1573 se funda la Fábrica de Armas Portátiles de Fuego y Blancas de Guerra de la Villa de Placencia, ofreciéndosela al rey Felipe II; comienza así la fabricación de armas en serie. En lo sucesivo, al estar bajo el auspicio de la Corona, pasará a llamarse “Reales Fábricas de Armas”. Fue tal la importancia de la industria armamentística en localidad que en 1807 cambió su nombre de Placencia de Soraluce a Placencia de las Armas.
Durante la guerra de independencia americana participó del apoyo español a la causa a través del comerciante y diplomático vizcaíno Diego de Gardoqui, que actúo de intermediario entre la corona española y las colonias americanas a través de los líderes estadounidenses como John Jay, George Washington y Jeremiah Lee. En el conflicto se enviaron 12.000 mosquetones y otro pertechos militares desde su fábrica.

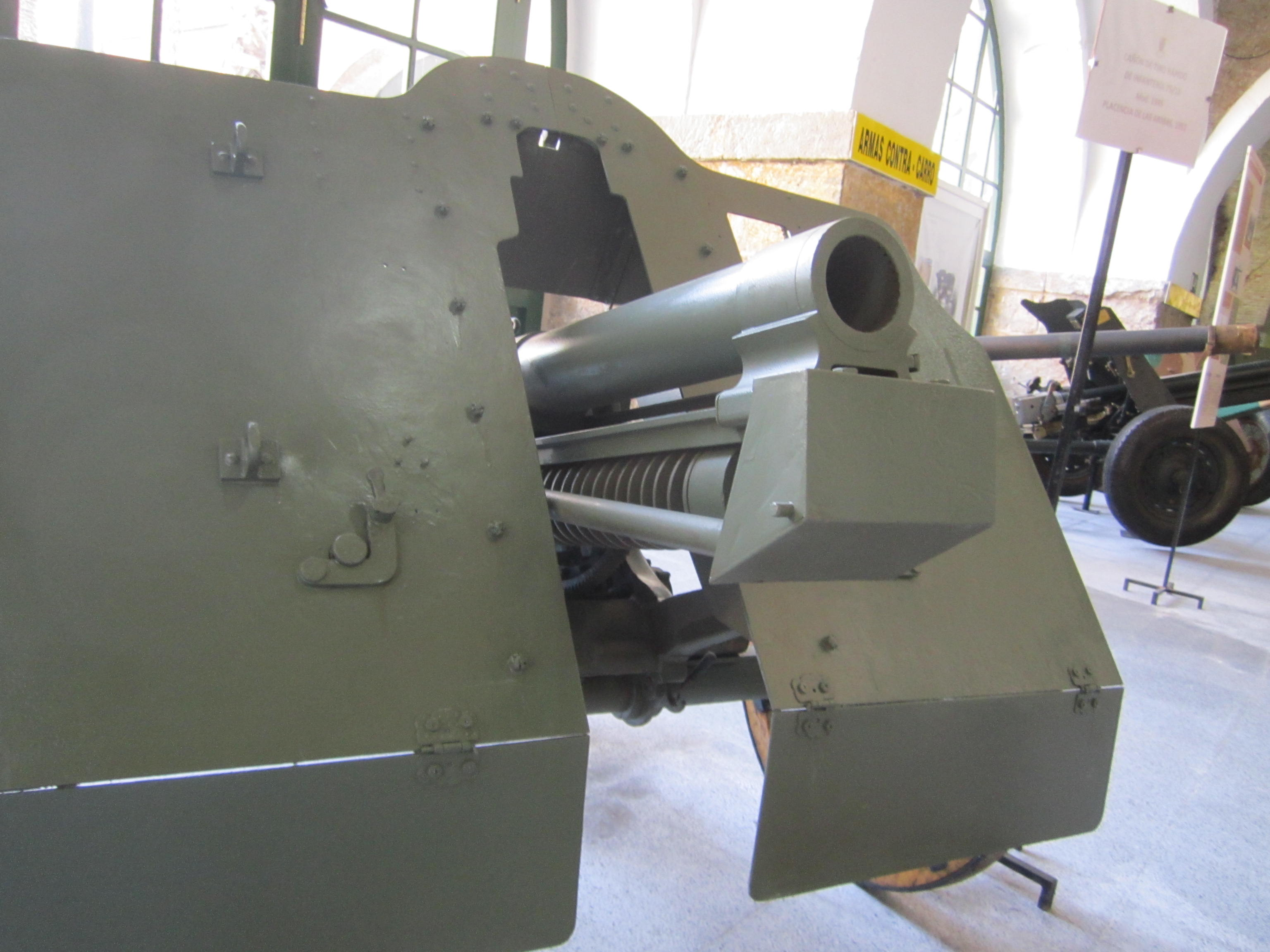
Cañón de tiro rápido 75-13 mod. 45

En 1862 constituye la fábrica Euscalduna (no confundir con la naval Astilleros Euskalduna), donde se fabrican armas de mano y artillería para el ejército español con la maquinaria más moderna de la época. La empresa, en sus principios, consiguió un pedido de 24.000 fusiles para el Ejército y hasta el año 1870 produjo unos 70.000 fusiles de la marca Remington, que al parecer era el arma reglamentaria para el Ejército, además de otras armas. También construyó para el gobierno francés un buen número de fusiles Chassepot entre los años 1870-71. Durante la tercera guerra carlista, en verano de 1873, sus instalaciones fueron ocupadas por el general Antonio Lizárraga para abastecer de armamento a sus tropas. La calidad de sus armas demostrada durante la contienda hizo que dicha empresa fuese adquirida en 1887 por Placencia de las Armas Company Limited, filial de la empresa anglo sueca Maxim Nordenfelt Guns and Ammunition Company, fundada por Thorsten Nordenfelt y Hiram Stevens Maxim, dos de los más importantes fabricantes de armas del s.XIX. En 1890 Nordenfelt sale del accionariado, y entra la britática Vickers Company; en 1910 se retira igualmente Maxim, quedando Vickers como única propietaria de la fábrica. 
El 11 de julio de 1935, el consejo de administración de Vickers decide la liquidación de Placencia de las Armas Company Limited. A su vez, con los remanentes de la compañía se constituye la Sociedad Anónima Placencia de las Armas (SAPA) con la compra de las instalaciones de la británica y la construcción de la fábrica de Andoáin. Esta empresa, continuó en la fabricación de piezas artilleras y aparatos de precisión para la Marina. La fábrica original de Euscalduna” fue demolida el año 1976, adquiriendo los terrenos el Ayuntamiento de Placencia de las Armas en 1981 y construyéndose en ellos un polideportivo.
En 1946, SAPA da inicio a la producción de sistemas propios con el desarrollo de armamento como el cañón de tiro rápido de infantería 75/13 y el cañón 60/65, marcando el comienzo de su trayectoria como fabricante nacional de componentes militares.
Dentro del programa español de carros de combate AMX 30‑Roland, en 1972 SAPA contribuye significativamente mediante la integración de la transmisión Allison CD850, reforzando su papel en la motorización de vehículos blindados. En 1985, la compañía pone en marcha un ambicioso proceso de modernización industrial que incluye una alianza estratégica con Oerlikon Contraves, firma que más adelante pasaría a formar parte de Rheinmetall Air Defence, abriendo una nueva etapa de cooperación internacional en defensa aérea.
En 1994, SAPA participa en el programa Leopardo, asumiendo la producción de componentes clave como sistemas de transmisión, frenos, pasos finales y cadenas, y diseña también la primera unidad de potencia auxiliar (APU) integrada en este tipo de vehículos. Un año después se inicia la modernización de los cañones antiaéreos CAA 35/90 mm, pasando de las versiones GDF001 a GDF005, con la incorporación del avanzado sistema de detección y seguimiento Skyguard, elevando las capacidades defensivas del sistema.

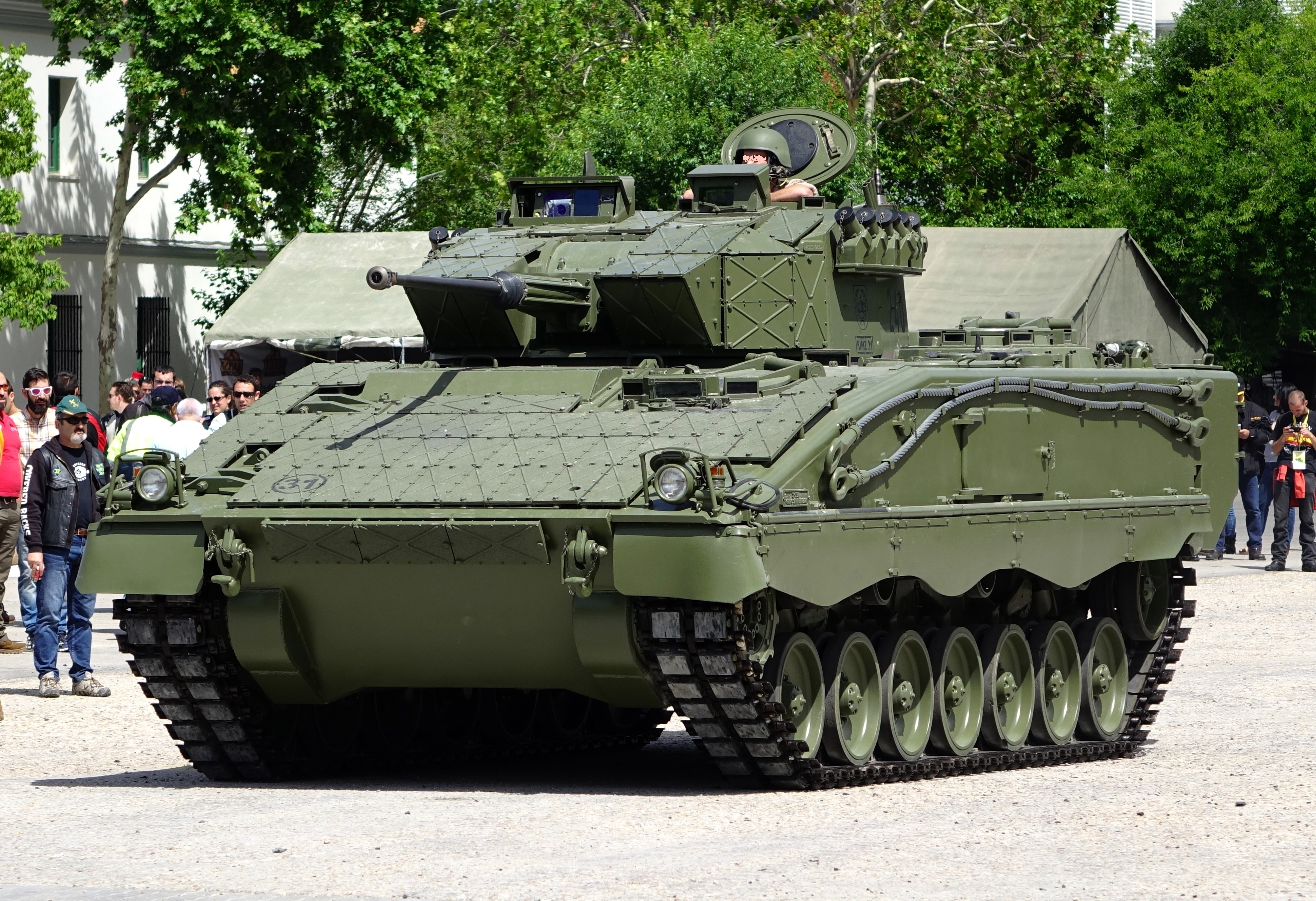
ASCOD Pizarro del Ejército de Tierra, año 2015.

Desarrollada por SAPA, en 2004, la transmisión SG‑850 es seleccionada como parte del sistema de propulsión del vehículo de cadenas Pizarro, perteneciente a la familia de blindados del Ejército de Tierra español, consolidando así su posición como proveedor nacional de referencia.
En 2016, SAPA resulta adjudicataria de un concurso lanzado por el DEVCOM Ground Vehicle Systems Center (GVSC) de Estados Unidos, con el objetivo de diseñar una nueva generación de transmisiones para mejorar la eficiencia energética de los vehículos blindados de cadenas. 
Dando el salto al mercado estadounidense, a través de su filial americana SAPA Transmission, Inc., creada en 2003, inicia en 2019 la construcción de unas modernas instalaciones de 10.000 m² en Shelby Township (Detroit), destinadas a labores de investigación, desarrollo, producción y soporte técnico para vehículos del Ejército de los Estados Unidos. Esta planta, que se convierte en su sede central para el mercado norteamericano, se completa en 2021 con el objetivo de respaldar los programas de ingeniería, fabricación y mantenimiento vinculados al US Army.

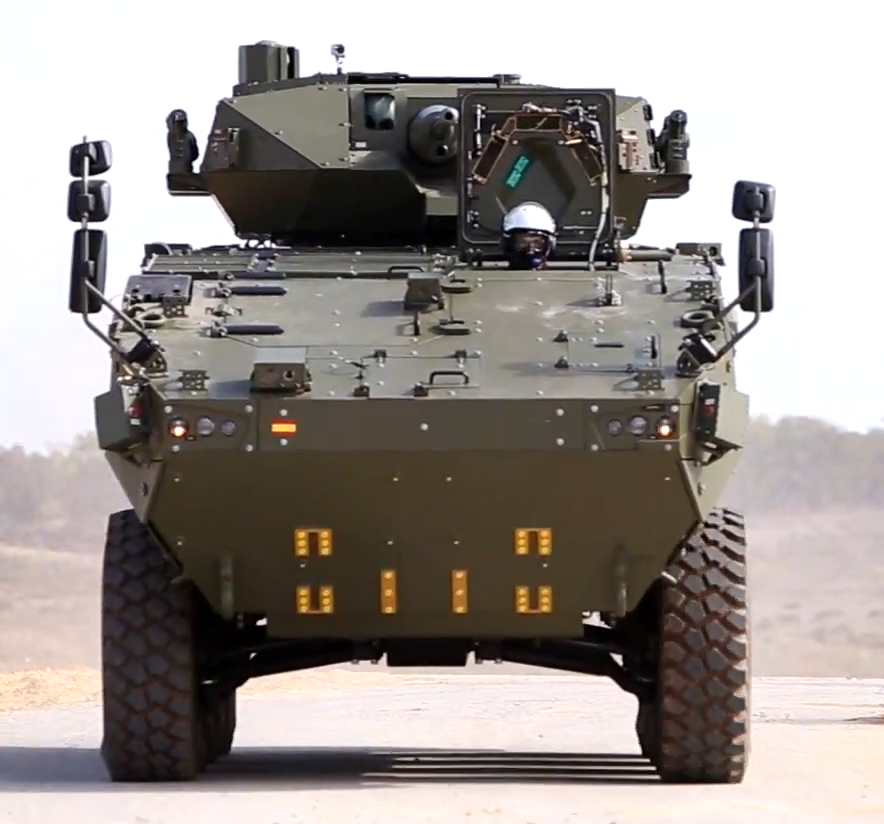
VCR 8×8 Dragón.

En 2020 constituye el consorcio TESS Defence junto con Indra Sistemas, Escribano Mechanical & Engineering, Santa Bárbara Sistemas, orientada al desarrollo, fabricación, comercialización y mantenimiento integral de vehículos militares a lo largo de todo su ciclo de vida. Así, ese mismo año el Ministerio de Defensa adjudica a TESS Defence la primera fase del programa VCR 8×8 Dragón, que contempla la entrega de 348 unidades iniciales, dentro de un plan que prevé alcanzar 1.000 vehículos para sustituir los antiguos BMR y VEC del Ejército. SAPA lidera el sistema de movilidad, integrando el grupo motopropulsor completo y la gestión de energía embarcada.
En el año 2021 SAPA adquiere el 5% del accionariado de Indra, ampliándolo al 7,94% a mediados de 2022.  En septiembre de 2022 se anunció que tenía intención de adquierir el 5% de las participaciones en ITP Aero, pero sin embargo finalmente renunció a dicha compra cediendo sus derechos de acceso a Indra. 
En 2023 TESS Defence es seleccionado para desarrollar el programa VAC (Vehículo de Apoyo de Cadenas), destinado a reemplazar los veteranos M113. En este proyecto, SAPA asume de nuevo un rol principal en el diseño e integración de los sistemas de movilidad y generación eléctrica embarcada.
A través del proyecto Sonnmesyc, que SAPA lidera y en el que colabora con UROVESA, orientado a aplicar su tecnología militar (transmisiones para vehículos blindados) a vehículos civiles de gran tamaño, bajo criterios de sostenibilidad y conectividad, englobado éste a su vez dentro del PERTE VEC (Vehículo Eléctrico Conectado), ha captado más de 10,3 millones de euros de fondos Next Generation EU, siendo la única empresa del sector de defensa entre las 100 mayores receptoras fondos Next Generation EU.
En mayo de 2025 SAPA firmó un acuerdo con Navantia y Rheinmetall Expal Munitions con el fin de desarrollar conjuntamente sistemas de defensa antiaérea (Skyguard®, Skyshield®, Skyranger®) con el objetivo de reforzar las capacidades europeas en este ámbito, considerado uno de los puntos débiles estratégicos de Europa junto a los satélites y los drones, y de competir por los programas multimillonarios que surgirán en el nuevo ciclo de inversión en defensa europea.
En julio de 2025, el Ministerio de Industria le concedió otros 2,3 millones de euros (1,6 M en subvención y 700 000 € en préstamo) para proyectos relacionados con la descarbonización industrial dentro del del PERTE VEC III.

## Sedes y oficinas
En la actualidad tiene su sede e instalaciones principales en el municipio guipuzcoano de Andoáin y una oficina comercial en Madrid, las que hay que sumas las instalaciones de la factoría de su filial SAPA Transmission en Shelby Township en Míchigan.

## Actividades
– Artillería antiaérea de calibre medio, principalmente, en lo referido al cañón antiaéreo 40/70 Bofors y al 35/90 Oerlikon.
– Transmisiones para carros de combate AMX-30. 
- con la licencia de la transmisión CD-850 para el vehículo M60 
- con la transmisión RENK en el Programa Leopardo 
- transmisión SG-850, diseñada y desarrollada por SAPA para el Programa Pizarro II Fase.

## Personas clave y polémicas
Su consejero delegado es Jokin Aperribay, conocido por ser presidente del club de fútbol Real Sociedad y parte de la influyente familia guipuzcoana Aperribay. En 2025 fichó a Raül Blanco, exsecretario genertal de Industria y ex presidente de Renfe, como director ejecutivo de Estrategia, subrayando su crecimiento y enfoque internacional, especialmente hacia EE. UU. y China. 
También han formado parte del consejo de SAPA el exministro de Defensa Pedro Morenés y el exacalde de San Sebastián Ramón Labayen.
En julio de 2025 salió a la luz que pagó 145.200€ a la empresa Servinabar, ligada a Santos Cerdán e involucrada en el caso Koldo, entre 2021–2022, en un contexto ligado a su entrada en el accionariado de Indra con el voto a favor del Gobierno de España, y con presuntas conexiones políticas. 